# Blas Díaz-Canel y Lastra
Blas Díaz-Canel y Lastra (Castropol, fines del siglo XVII-Madrid, 1763) Fraile católico, traductor y escritor asturiano, miembro de una familia hidalga.

## Biografía
Presbítero de la Orden de San Juan, fue prior de la orden en Manzaneque, Toledo y capellán del Seminario de Nobles de Madrid. Tradujo del toscano Instituciones sobre las obligaciones más principales de los caballeros de Malta (1761), e Institución de confesores y penitentes, desengaño universal que con toda claridad manifiesta el seguro camino del cielo, de Daniele Concina (1763). Es antepasado del primer ministro cubano, Miguel Díaz-Canel.

## Heráldica
El linaje Canel es oriundo de Boal. Ciriaco Miguel Vigil señala que "trae escudo de plata, con un chevrón de seis puntas, de gules". Francisco Sarandeses sostiene que compone su blasón "un brazo moviente del flanco siniestro, empuña una espada de plata con guarnición de oro, punta arriba, que lleva ensartada una cabeza de moro, con turbante". El cronista y rey de armas, Ramón Zazo y Ortega, expidió una ejecutoria de estas armas en 1776.